# Douglas Mendes
Pour les articles homonymes, voir Mendes.
Douglas Mendes Moreira, plus simplement connu sous le nom de Douglas Mendes, né le 13 juin 2004 à Tocantins, est un footballeur brésilien qui joue au poste de défenseur central au RB Bragantino en prêt du Red Bull Salzbourg.

## Biographie

### Carrière en club
Né à Tocantins au Brésil, Douglas Mendes est formé par le Associação Atlética Ponte Preta, où il commence sa carrière professionnelle.
Il joue son premier match avec l'équipe première du club le 26 novembre 2021, remplaçant Gustavo Cipriano lors d'une victoire 3-2 à domicile en Série B contre Coritiba.
Le 5 août 2022 il rejoin le Bragantino, signant un contrat de cinq ans avec le club de première division brésilienne.
En février 2023 il est prêté au FC Liefering, club satellite du RB Salzbourg, qui appartient au même groupe que son club brésilien.

### Carrière en sélection
En septembre 2022, Douglas Mendes est convoqué pour la première fois avec l'équipe du Brésil des moins de 20 ans, prenant part à un match amical contre l'Ouzbékistan,.
Le 8 décembre 2022, il est appelé par Ramon Menezes pour le Championnat d'Amérique du Sud des moins de 20 ans qui a lieu début 2023,.
Le Brésil remporte le championnat pour la première fois en 12 ans, après avoir battu l'Uruguay, son dauphin, lors de la dernière journée, dans une rencontre où Douglas Mendes est titulaire en défense,.

## Palmarès
Brésil -20 ans
- Championnat d'Amérique du Sud
  - Champion en 2023